# Analog (プログラム)
Analogは、Windows、macOS、LinuxなどのほとんどのUnix系OSで動作するフリーウェブログ解析プログラム。
1995年6月21日にStephen Turnerがフリーウェアとしてリリース。その後、2004年11月にGNU General Public Licenseへとライセンスが変更されました。